# Pierre Riché
Pierre Riché   (14è districte de París, 4 d'octubre de 1921 - Ivry-sur-Seine, 6 de maig de 2019) va ser un historiador francès, especialista en el període carolingi i l'any mil.
Va fer els estudis secundaris a París, però va haver d'acabar de preparar el batxillerat a Montauban, desplaçat a causa de la Guerra Mundial. Pierre Riché va estudiar història de 1942 a 1948 a la Sorbona. Després d'obtenir l'agregació (títol de professor de secundària) en història, va ensenyar en l'ensenyament secundari a Algèria i Le Mans. El 1953 el van nomenar professor ajudant a la Sorbona, i després fou professor universitari a Tunis i Rennes. Després d'obtenir el doctorat el 1962 (amb una tesi sobre Duoda), va ser professor d'història medieval a la Universitat París X-Nanterre fins a la seva jubilació el 1989. De 1972 a 1986 va ser director del centre de recerca per l'antiguitat tardana i l'alta edat mitjana Centre de Recherches sur L'Antiquité tardive et le Haut Moyen âge.
Amb Danielle Alexandre-Bidon va ser comissari d'una exitosa exposició sobre la infància a l'edat mitjana que es va exposar a la Biblioteca Nacional de França el 1994-1995. També va comissariar l'exposició Blois a l'any mil.
Va ser distingit com a cavaller de la Legió d'Honor francesa. Les seves publicacions van rebre fins a tres premis de l'Académie Française.

## Publicacions (selecció)
- Les Carolingiens. Une famille qui fit l'Europe, 1983
- La vie des enfants au Moyen Âge, Sorbier, coll. « La vie des enfants… », 2005 (amb Danièle Alexandre-Bidon)
- Henri-Irénée Marrou, historien engagé, Cerf, 2003
- Les Invasions barbares, PUF, coll. « Que sais-je ? », 1953; 2003 (amb Philippe Le Maître)
- L'Europe de l'an mil, Éditions Zodiaque, 2001
- Écoles et enseignement dans le haut Moyen Âge, Picard, 2000
- Les grandeurs de l'An Mille, éditions Bartillat, 1999
- Dictionnaire des Francs. Les temps mérovingiens, éditions Bartillat, 1999 (amb Patrick Périn)
- Les Carolingiens, Hachette, coll. « Pluriel », 1997
- Éducation et culture dans l'Occident barbare : s VI-VIII, Seuil, coll. « Points Histoire », 1995 (4ta ed.)
- Césaire d'Arles, De l'Atelier, 1989
- Gerbert d'Aurillac : Le Pape de l'an mil, Fayard, 1987 [en espanyol: Gerberto el Papa del año mil Nerea 1990
- Abbon de Fleury, un moine savant et combatif, Brepols, 2004
- Grandeur et faiblesse de l'Église au Moyen Âge, Cerf, 2006
- Des nains sur des épaules de géants : maître et élèves au Moyen Âge, Tallandier, 2006
- C'était un autre millénaire, souvenir d'un professeur de la communale à Nanterre, Tallandier, 2008